# 名島嘉吉郎
名島 嘉吉郎（なしま かきちろう、弘化元年12月25日（1845年2月1日） - 明治42年（1909年）5月27日）は、日本の実業家、政治家。米子銀行、中国貯蓄銀行、倉庫会社の各取締役。元米子町会議員。鳥取県平民。

## 経歴
博労町に生まれた。平次郎の嫡男。幼名虎之助と称す。屋号を名和川屋と号し、醤油醸造幷に砂糖綛糸卸売業を営む。
明治22年（1889年）8月、町会議員（一級）当選。
明治28年（1895年）9月、町会議員（一級）当選。
米子銀行、中国貯蓄銀行、倉庫会社の各取締役の重任を帯び各責務に尽瘁した。

## 人物像
『明治人名辞典Ⅱ 下巻』（底本･『日本現今人名辞典（明治三三年）』） なノ七十五によると、
｢なじま、かきちらう- 名島嘉吉郎 君は鳥取縣の多額納税者にして醤油醸造兼砂糖綛糸商及代辧業を營み株式會社米子銀行及び株式會社中國貯蓄銀行の取締役に推さる（納税一、三三二圓餘、營一二一圓餘、伯耆國西伯郡米子町博勞町）｣。

## 家族・親族

### 名島家

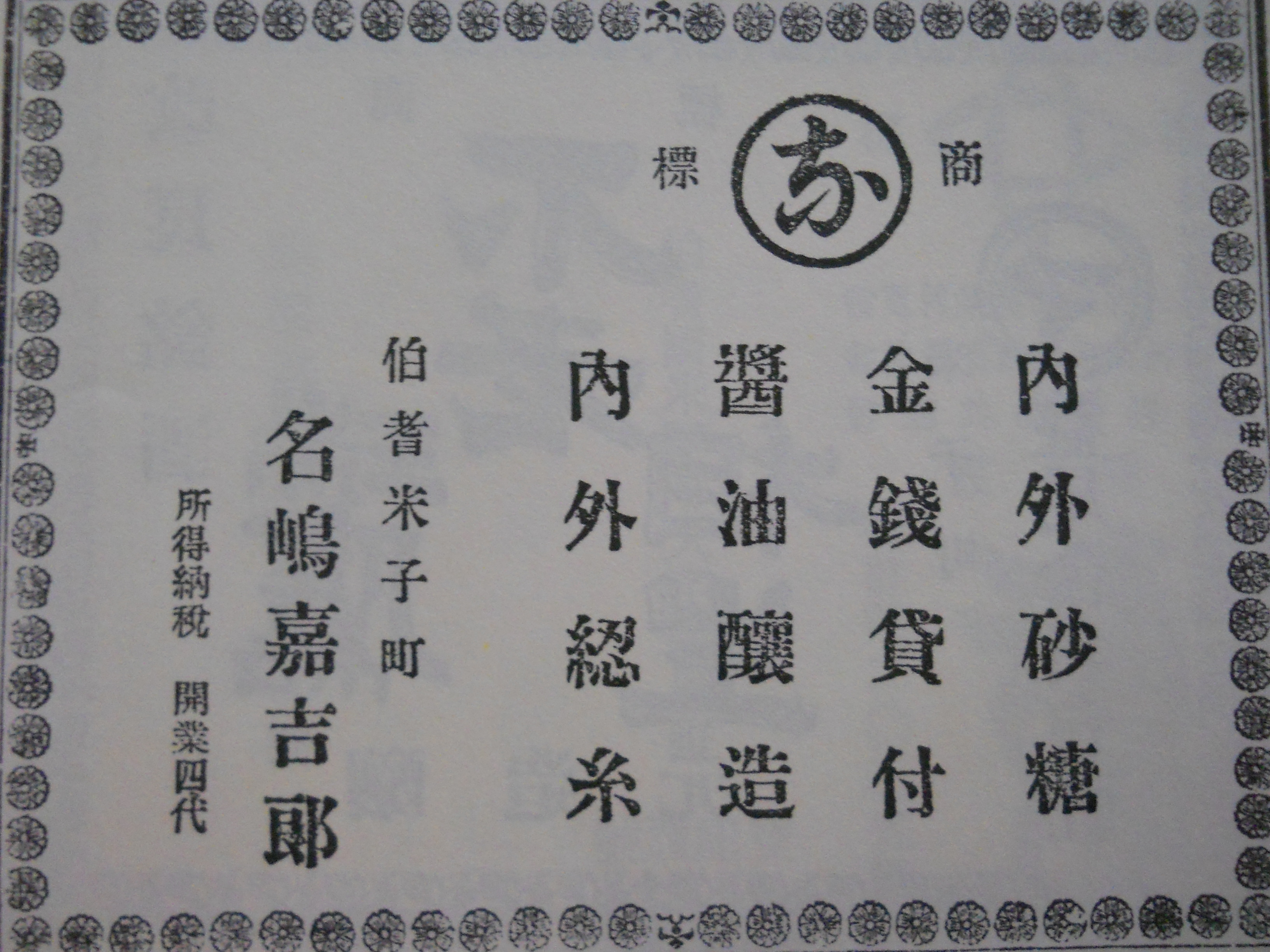
名嶋嘉吉郎商店（名和川屋）
（『帝國實業名鑑』より）

（鳥取県米子市博労町、米子市明治町）
旧幕時代目代役を勤め苗字帯刀を許された。家運もと微々として振るわなかったが、平次郎は家業に奮勉してしだいに隆運に向かった。
明治32年（1899年）の『帝國實業名鑑』によると、名嶋嘉吉郎商店（名和川屋）は開業四代で、質商から砂糖、綛糸、醤油醸造業のほか、生命保険、火災保険の代理店にもなっている。
元米子市長野坂寛治の著書『米子界隈』65頁によれば、「博労町に入って、名嶋氏は米子市の名門である。かって明治六年酉歳の六月十日から初まった｢がうそう（強訴?）｣は、二十一日昼頃に勝田まで押よせて来て、この晩か二十二日晩かに名嶋家は店から奥の間まで建具を全部開放して、主人自ら裃を一着に及んで平身低頭彼等を送迎、家中残る隈なく百匁ロウソクを立てつらねて、明煌々たる光景であった｣という。
明治35年（1902年）2月の『鳥取県伯耆国一円地価所得税詳覧』によって、米子町の地価一万円以上の大地主をみると、坂口平兵衛（七万二千八百一円）を筆頭に、三好栄太郎（五万六千二百六円）、名島嘉吉郎（四万七千六百七十七円）、益尾吉太郎（四万七千七百五十四円）、松村吉太郎（三万六千百四十六円）、木村吉兵衛（二万四千五百九十六円）、野坂茂三郎（一万五千七十八円）となっている。次に『郡勢一斑』から見積り所得額三千円以上の人々の名を掲げる。年度は大正4年（1915年）である。坂口平兵衛（三万四千五百五十九円）、名島嘉吉郎（二万千九百二十八円）、三好栄次郎（一万二千五百十四円）、野坂茂三郎（一万二千二円）。彼等は当時の経済的実力者で、その多くは、質屋を営み、銀行に投資し、商業に従事し、あるいは各種会社の役員を兼ねるなど多面的な経済活動をしていた。
- 父・平次郎[3]
- 長男・嘉吉郎[6][7]（鳥取県平民[2]、鳥取県多額納税者[2]、商業[2]）

明治10年（1877年）生 - 没
数代連綿たる富豪にして同県多額納税者中の上位を占める。先代没後家督を相続して其名を襲い経営一切に当る。前名庄三郎。中国興業銀行頭取。米子土地建物会社経営。大地主。
- 同妻・なを（鳥取県多額納税者後藤市右衛門叔母）
- 同養子・桓夫（後藤市右衛門弟）、五郎（佐藤幸太郎五男）
- 同女・喜久子（養子桓夫妻）、美子（養子五郎妻）

- 男・善[8]

明治17年（1884年）生 - 没
- 同妻・よね（岡崎捨太郎長女）
- 同長男・弘三
- 同長女・マサ子
- 同二女・富美子

- 男・親[8]
- 男・恒[8]
- 娘

りつ（鳥取県多額納税者木村吉兵衛の妻）
たね（鳥取県多額納税者小川貞一の妻）
すゑ（鳥取県実業家後藤快五郎長男・鳥取県多額納税者後藤市右衛門の妻）

## 史料

### 西伯郡の大地主
明治35年（1902年）2月の『鳥取県伯耆国一円地価所得税詳覧』によって、米子町を含む西伯郡の地価一万円以上の大地主をみると以下のとおりである。彼等は当時の経済的実力者で、その多くは、質屋を営み銀行に投資し商業に従事し、あるいは各種会社の役員を兼ねるなど多面的な経済活動をしていた。
米子・坂口平兵衛（七万二千八百一円）
三好栄太郎（五万六千二百六円）
名島嘉吉郎（四万七千六百七十七円）
益尾吉太郎（四万七千七百五十四円）
所子・門脇篤慶（三万六千八百十八円）
松村吉太郎（三万六千百四十六円）
所子・門脇元右ェ門（三万三千七百一円）
日吉津・石原以波保（二万八千六百八十八円）
大幡・仲田兵一郎（二万七千六百七十八円）
米子・木村吉兵衛（二万四千五百九十六円）
大高・船越弥一郎（二万千三百三円）
渡・庄司廉（一万九千九百四十六円）
福米・本生芳三郎（一万八千二百二十一円）
逢坂・橋井富三郎（一万五千七百八十六円）
天津・植田豊三郎（一万五千七百八十六円）
米子・野坂茂三郎（一万五千七十八円）
御来屋・中川藤吉（一万四千百四十三円）
淀江・吹野三右ェ門（一万二千九百二十円）
米子・益尾徳次郎（一万二千二百三十九円）
富益・永見億次郎（一万千八百二十円）
米子・大谷房太郎（一万千六百二十六円）
境・荒木徳三郎（一万千二百七十八円）
庄内・国谷享（一万千九百円）
米子・杵村善市（一万千四十一円）
近藤ナオ（一万九百九十円）
法勝寺・千代清蔵（一万八百八円）
淀江・泉頭宇三郎（一万七百五十二円）
大幡・矢田貝平重（一万六百十五円）
大山・椎木多四郎（一万九十八円）
賀野・岡田平次郎（一万二千九百二十円）

### 国税営業税百円以上納入者及び納入額
※綱島幸次郎編『山陰実業名鑑』（大正元年（1912年）12月、帝国興信所米子支所発行）による。

名島嘉吉郎（博労町）、四百三十四円
木村吉兵衛（東倉吉町）、二百九十五円
稲田秀太郎（紺屋町）、二百八十三円
田村源太郎（糀町）、二百五十八円
後藤快五郎（内町）、百八十四円
益尾岩次郎（道笑町）、百七十八円
野坂茂三郎（法勝寺町）、百七十円
松浦常太郎（紺屋町）、百六十八円
益尾吉太郎（道笑町）、百六十一円
高橋台三郎（法勝寺町）、百五十九円
藤谷善太郎（茶町）、百五十五円
近藤ナオ（糀町）、百五十円
平野猪三郎（道笑町）、百三十一円
砂田竹太郎（紺屋町）、百三十円
茅野治良八（灘町）、百二十七円
三好豊吉（日野町）、百八円
久留藤三郎（灘町）、百六円
野波令蔵（法勝寺町）、百四円
島田松三郎（立町）、百円
小坂市太郎（糀町）、百円

## 関連
- 中国貯蓄銀行
- 米子銀行